# Linophryne lucifer
Linophryne lucifer is een  straalvinnige vissensoort uit de familie van linophryden (Linophrynidae). De wetenschappelijke naam van de soort is voor het eerst geldig gepubliceerd in 1886 door Collett.
De soort staat op de Rode Lijst van de IUCN als niet bedreigd, beoordelingsjaar 2009.